# Grzegorz Cybulski
Grzegorz Cybulski (ur. 23 listopada 1951 w Nowej Soli) – polski lekkoatleta, skoczek w dal, nauczyciel wf, trener.
Zawodnik klubów: MKS Astra Nowa Sól, Lumel Zielona Góra, Śląsk Wrocław, Zagłębie Lubin i Lubtour Zielona Góra. Absolwent poznańskiej AWF (1976).

## Osiągnięcia
Uznawany za jednego z najlepszych skoczków świata lat 70. XX wieku, ale w jego dorobku zabrakło medali w najbardziej prestiżowych zawodach. Olimpijczyk z Monachium (1972) i Montrealu (1976). Czterokrotny mistrz kraju na otwartym stadionie i czterokrotny halowy mistrz kraju.
W finale Pucharu Europy (1975) w Nicei zajął 1. miejsce (8,15 m), a w Turynie (1979) był drugi (8,03 m). Na mistrzostwach Europy w Pradze (1978) zajął 4. miejsce (7,96 m), a podczas halowych mistrzostw Europy w Rotterdamie (1973) zdobył brązowy medal (7,81 m). Złoty medalista Uniwersjady w Rzymie (1975 r. – 8,27 m).
W corocznym rankingu Track & Field News zajmował w skoku w dal następujące miejsca: 1974 – 5., 1975 – 1., 1976 – 9., 1978 – 7. W Plebiscycie Przeglądu Sportowego na 10 Najlepszych Sportowców Polski zajął w 1975 r. siódmą pozycję.

## Rekordy życiowe
3-krotny rekordzista kraju na stadionie. Wynik 8,27 m uzyskany w Warszawie 20 czerwca 1975 (był to wówczas 3. wynik na świecie) przetrwał 26 lat (poprawił go Grzegorz Marciniszyn w roku 2001), a rekord z hali (8,01 m - 1977) przetrwał 32 lata (w 2009 był trzykrotnie poprawiany przez Marcina Starzaka – 8,07 m; 8,10 m i 8,18 m).